# ادن‌بورن (پنسیلوانیا)
ادن‌بورن (به انگلیسی: Edenborn) یک منطقهٔ مسکونی در ایالات متحده آمریکا است که در شهرستان فایت، پنسیلوانیا واقع شده‌است. ادن‌بورن ۰٫۹۸ کیلومتر مربع مساحت و ۲۹۴ نفر جمعیت دارد و ۳۱۷٫۰ متر بالاتر از سطح دریا واقع شده‌است.